# محمد مصطفى أبو شوارب
محمد مصطفى أبو شوارب هو أديب مصري.

## مؤهلاته العلمية
1. حصل على درجة الليسانس في الآداب من قسم اللغة العربية وآدابها و اللغات الشرقية وآدابها - كلية الآداب - جامعة الإسكندرية - مايو 1992م - تقدير عام جيد جدًا .
2. حصل على درجة الماجستير في الآداب من قسم اللغة العربية وآدابها و اللغات الشرقية وآدابها - كلية الآداب - جامعة الإسكندرية (وموضوعها : الشعر في أمالي القالي .. توثيق وتقويم ) عام 1998م بتقدير ممتاز .
3. حصل على درجة الدكتوراه في الآداب من قسم اللغة العربية وآدابها و اللغات الشرقية وآدابها - كلية الآداب  - جامعة الإسكندرية (وموضوعها : موقف نقاد القرن الرابع من الشعر في القرنين الثاني والثالث الهجريين) عام 2001م بمرتبة الشرف الأولى .

## تدرجه الوظيفي
1. معيد بقسم اللغة العربية بكلية التربية - جامعة الإسكندرية بداية من 1996/03/17م حتى 1998/9/30م.
2. مدرس مساعد بقسم اللغة العربية بكلية التربية - جامعة الإسكندرية بداية من 1998/10/1م حتى 2001/7/30م.
3. مدرس بقسم اللغة العربية بكلية التربية - جامعة الإسكندرية بداية من 2001/7/31م حتى 2006/8/29م.
4. أستاذ مساعد بقسم اللغة العربية - كلية التربية - جامعة الإسكندرية - بداية من 2006/8/30م حتى 2011/9/28م.
5. رئيس قسم اللغة العربية - كلية التربية - جامعة الإسكندرية - بداية من 2006/11/8م إلى 2008/7/31م.
6. أستاذ بقسم اللغة العربية - كلية التربية - جامعة الإسكندرية - بداية من 2011/9/29م
7. وكيلا لكلية التربية لشئون المجتمع والبيئة 2015/12/03م ورئيسا لقسم اللغة العربية و أستاذا بقسم اللغة العربية بكلية التربية - جامعة الإسكندرية .

## من إسهاماته الأكاديمية
1. قام منذ عام 2001م بتدريس مقررات النقد والأدب والبلاغة في بعض الجامعات المصرية والعربية.
2. شارك منذ عام 2006م في مناقشة عشرات رسائل الماجستير والدكتوراة والإشراف عليها بالجامعات المصرية والعربية.
3. اختير منذ عام 2011م عضوًا بلجان تحكيم بحوث الدوريات العلمية ولجان ترقيات أعضاء هيئة التدريس بعدد من الجامعات المصرية والعربية.

## عضوية اللجان والهيئات الثقافية والعلمية
- شارك في عضوية عدد من اللجان والهيئات والاتحادات الثقافية والعلمية، من أهمها:
1. عضو اتحاد كتاب مصر  منذ عام 1999م.
2. سكرتير عام فرع اتحاد كتاب مصر  بالإسكندرية بداية من 2001/5/1م - 2005/1/16م.
3. نائب رئيس مجلس إدارة فرع اتحاد كتاب مصر  بالإسكندرية من 2007/4/1م - 2009/3/13م.
4. عضو لجنة الدراسات الأدبية والنقدية بالمجلس الأعلى للثقافة بجمهورية مصر العربية 2006م - 2008م.
5. عضو اللجنة الاستشارية لمكتبة الإسكندرية (لجنة الأدب واللغة) 2005م - 2008م.

## فيمؤسسة جائزة عبد العزيز سعود البابطين للإبداع الشعري
- شغل عدة مناصب علمية وثقافية بارزة في مؤسسة جائزة عبد العزيز سعود البابطين للإبداع الشعري، منها:
1. نائب الأمين العام لمؤسسة جائزة عبد العزيز سعود البابطين للإبداع الشعري لشؤون البحوث والدراسات من 2008/9/2م إلى الآن.
2. المستشار الأول لمعجم البابطين لشعراء العربية في عصر الدول والإمارات (656 - 1215هـ).
3. المستشار العلمي ل معجم البابطين للشعراء العرب المعاصرين (الطبعة الثالثة 2014م)
4. المشرف العام على مركز البابطين لتحقيق المخطوطات الشعرية منذ إنشائه عام 2007.
5. عضو مجلس أمناء مؤسسة جائزة عبد العزيز سعود البابطين للإبداع الشعري بداية من 2014/1/1م.

## مشاركات إعلامية
- كانت له بعض المشاركات الإعلامية على مستوى الصحافة الأدبية، من أبرزها :
1. عين رئيسًا لتحرير مجلة (تواصل) النقدية  التي تصدرها وزارة الثقافة (فرع الإسكندرية) منذ عام 2002م.
2. عين عضوًا بهيئة تحرير مجلة (فاروس .. للشعر ونقده) التي أصدرتها وزارة الثقافة (فرع الإسكندرية) منذ عام 1998م.
3. قدم سلسلة من حلقات برنامج «من تاريخ الأمم» على شاشة قناة المستقلة  بلندن عام 2008م.
4. عضو لجنة تحكيم مسابقة شاعر العرب التي نظمتها قناة المستقلة   الفضائية بلندن منذ عام 2007 - 2009م.
5. قدم على  [قناة البوادي الفضائية http://www.albawadi.tv/new/] بالكويت برنامج «بحور النغم» عام 2014م.

## المشاركة في تنظيم المؤتمرات العلمية والثقافية والفكرية
- شارك في تنظيم عشرات المؤتمرات العلمية والثقافية والفكرية، من أهمها :
1. المنسق العام لمؤتمر (كاليماخوس.. شاعر الإسكندرية) - نظمه مركز الإسكندرية للإبداع عام 2003م.
2. المنسق العام لمؤتمر (العقاد مجددًا) - نظمه مركز الإسكندرية للإبداع عام 2004م .
3. المنسق العام لمؤتمر (التراث الأندلسي.. الشخصية والأثر) - نظمته الجمعية العلمية للمخطوطات والتراث بالإسكندرية عام 2004م .
4. المنسق العام لمؤتمر الدكتور محمد زكي العشماوي الأول (محمد زكي العشماوي ناقدًا وشاعرًا) - نظمه قصر التذوق بالإسكندرية عام 2006م.
5. عضو اللجنة العليا المنظمة لدورة (شوقي ولامارتين) التي نظمتها مؤسسة جائزة عبد العزيز سعود البابطين للإبداع الشعري، شراكة مع اليونسكو بباريس في الفترة من 10/30 - 2006/11/3.
6. المنسق العام لمؤتمر الدكتور محمد زكي العشماوي الثاني (المشهد الشعري في الإسكندرية.. الرؤية والتشكيل) - نظمه قصر التذوق بالإسكندرية عام 2007م.
7. المنسق العام لمؤتمر الدكتور محمد زكي العشماوي الثالث (المشهد الروائي في الإسكندرية)، - نظمه قصر التذوق عام 2008م.
8. رئيس اللجنة الفنية لملتقى ثنائي التأسيس (محمد عبدالمنعجم خفاجي وعدنان الشايجي)، الذي نظمته مؤسسة جائزة عبد العزيز سعود البابطين للإبداع الشعري، القاهرة خلال الفترة 1 - 2009/11/3م.
9. المنسق العام لمؤتمر الدكتور محمد زكي العشماوي الخامس (مناهج النقد الأدبي واتجاهاته) - نظمته كلية الآداب جامعة الإسكندرية بالتعاون مع قصر التذوق عام 2010م.
10. عضو اللجنة العليا المنظمة لدورة (خليل مطران ومحمد علي/ ماك دزدار) التي نظمتها مؤسسة جائزة عبد العزيز سعود البابطين للإبداع الشعري بالتعاون مع جامعة سراييفو خلال الفترة من 10/19- 2010/10/21.
11. رئيس اللجنة الفنية لمهرجان ربيع الشعر الرابع (مهرجان الشاعرين أحمد السقاف وغازي القصيبي) الذي نظمته مؤسسة جائزة عبد العزيز سعود البابطين للإبداع الشعري، الكويت  خلال الفترة 21 - 2011/3/23م.
12. رئيس اللجنة الفنية لملتقى (الشعر من أجل التعايش السلمي) الذي نظمته مؤسسة جائزة عبد العزيز سعود البابطين للإبداع الشعري بدبي خلال الفترة من 16 - 2011/10/18م.
13. رئيس اللجنة الفنية لمهرجان ربيع الشعر الخامس (مهرجان الشاعرين عبد الله زكريا الأنصاري ومحيي الدين خريف) الذي نظمته مؤسسة جائزة عبد العزيز سعود البابطين للإبداع الشعري، الكويت خلال الفترة من 25 - 2012/3/27م.
14. عضو الهيئة الاستشارية واللجنة المنظمة لندوة «الحوار العربي الأوروبي في القرن الحادي والعشرين.. نحو رؤية مشتركة» التي نظمتها مؤسسة جائزة عبد العزيز سعود البابطين للإبداع الشعري بالتعاون مع الاتحاد الأوروبي، بروكسل 11 - 12 نوفمبر 2013م.
15. رئيس اللجنة الفنية لمهرجان ربيع الشعر السادس (مهرجان الشاعرين عبد الله سنان ومحمد السيد شحاته «شاعر البراري») الذي نظمته مؤسسة جائزة عبد العزيز سعود البابطين للإبداع الشعري، الكويت خلال الفترة من 24 - 2013/3/26م.
16. رئيس اللجنة الفنية لمهرجان ربيع الشعر السابع (مهرجان الشاعرين محمد الفايز وعمر أبوريشة) الذي نظمته مؤسسة جائزة عبد العزيز سعود البابطين للإبداع الشعري، الكويت خلال الفترة من 23 - 2014/3/25م.
17. عضو اللجنة المنظمة ليوم الأندلس الثاني الذي أقامته مكتبة الإسكندرية بالتعاون مع مؤسسة جائزة عبد العزيز سعود البابطين للإبداع الشعري ببيت السناري بالقاهرة عام 2014م.
18. عضو اللجنة المنظمة لندوة معجم البابطين للشعراء العرب المعاصرين التي نظمتها مكتبة الإسكندرية خلال الفترة من 29-30 إبريل 2014م.
19. رئيس اللجنة الفنية لدورة (أبي تمام الطائي) التي نظمتها مؤسسة جائزة عبد العزيز سعود البابطين للإبداع الشعري بالتعاون مع جمعية فاس سايس - مراكش 21 - 23 أكتوبر 2014م.
20. رئيس اللجنة الفنية لمهرجان ربيع الشعر الثامن (مهرجان الشاعرين راشد السيف وعبد الله الخليلي) الذي نظمته [[مؤسسة جائزة عبد العزيز سعود البابطين للإبداع الشعري]]، الكويت، خلال الفترة من 29 - 2015/3/31م.
21. شارك في عشرات المنتديات الثقافية والفكرية في مصر والوطن العربي وعدد من البلدان الأوربية والأسيوية.

## ألوان من التقدير والتكريم
1. حصل على جائزة جامعة الإسكندرية للتشجيع العلمي عام 2006م.
2. شهادة تقدير جامعة سيدي محمد بن عبد الله بفاس وميداليتها التذكارية عام 2006م.
3. شهادة تقدير جامعة ألماتي بكازخستان عام 2009م.
4. منح درع مؤسسة أندلسية للثقافة والعلوم بالإسكندرية عام 2001م.

## إنتاجه العلمي والأدبي

### من بحوثه المنشورة في المجلات العلمية والدوريات المتخصصة
1- صناعة المختارات والوقوع على فرائد النص الشعري.. دراسة في ديوان «تأملات مع الحياة» لشاعر البراري.
نشر مجلة فكر وإبداع، القاهرة - إصدار خاص يونيو 2013م.
2- بنية النص ومواضعات إنجازه.. دراسة في تشكيلات الشعرية المعاصرة.
نشر مجلة بحوث كلية الآداب - جامعة المنوفية - الإصدار رقم (29) يناير 2013م.
3- بقية شعر بني سعد للدكتور وليد السراقبي.. نقد وتعقيب واستدراك.
مجلة معهد المخطوطات العربية بالقاهرة، المجلد 65 الجزء الثاني نوفمبر 2012م.
4- خطاب المعنى وبنية الموضوع في الشعر العباسي.. دراسة في ديوان الخليفة المغني.
نشر مجلة بحوث كلية الآداب - جامعة المنوفية - إصدار خاص يوليو 2012م.
5- الشمعة والمرآة.. دراسة في الاحتفاء بالشعر والشاعر خلال النصف الأول من القرن العشرين.
نشر مجلة فكر وإبداع، القاهرة - إصدار خاص - يناير 2012م.
6- شعرية الاختيار.. دراسة أسلوبية في مسودات شوقي الغنائية.
نشر مجلة كلية الآداب جامعة الزقازيق، العدد السادس والخمسين، شتاء 2011م.
7- أدبية التجديد في كتابات خليل مطران النقدية.. أصولها ومفهومها وملامحها.
نشر مجلة كلية الآداب - جامعة الإسكندرية العدد الثالث والستين، ديسمبر 2010م.
8- بنية المصطلح وفعالية الشاهد الشعري.. دراسة في منظومة البديع في علم البديع ليحيى بن معطي.
نشر مجلة الإنسانيات، كلية الآداب - جامعة دمنهور، العدد الخامس والثلاثين، أكتوبر 2010م.
9- ملامح التشكيل الفني في شعر إبراهيم بن المهدي.. قراءة في شعرية الاعتياد.
نشر مجلة الإنسانيات - كلية الآداب - جامعة دمنهور العدد الرابع والثلاثين يونيو 2010م.
10- اللوحة المؤسسة.. قراءة في الصورة الفنية عند الشعراء الأقدمين.
نشر مجلة الإنسانيات، كلية الآداب بدمنهور - جامعة الإسكندرية العدد الثالث والثلاثين ديسمبر 2009م.
11- تعدد المعنى وانفتاح النص الأدبي.. قراءة في شرح (معجز أحمد) المنسوب لأبي العلاء المعري.. في ضوء نظريات التلقي.
نشر مجلة كلية الآداب - جامعة بنها، العدد الحادي والعشرين، يوليو 2009م.
12- بنية الحكاية في خمريات أبي نواس.. دراسة في تداخل الأنواع الأدبية.
المؤتمر الدولي الرابع للدراسات السردية/ السرد والشعر - جامعة قناة السويس بالتعاون مع الجمعية المصرية للسرديات مايو 2011م.
نشر مجلة الإنسانيات - كلية الآداب بدمنهور - جامعة الإسكندرية - أكتوبر 2008م.
13- بنية البيت بين امتداد الدلالة وانحصارها .. قراءة في الشعر الجاهلي.
نشر مجلة الدراسات العربية - كلية دار العلوم  -جامعة المنيا - يناير 2006م.
14- أخبار مجنون بني عامر في كتاب الأغاني.. دراسة في بنية الترجمة الأدبية.
نشر مجلة الدراسات العربية - كلية دار العلوم -جامعة المنيا  - يونيو 2005.
15- شعرية النص..  قراءة في انسجام القصيدة العربية .. مرويات القالي نموذجًا.
نشر مجلة كلية التربية جامعة عين شمس - القسم الأدبي - المجلد التاسع العدد الثالث 2003م.

### ومن بحوثه المنشورة في وقائع المؤتمرات
1. الخصومة حول شوقي في نقد العقاد .. قراءة في التجديد المراوغ - مؤتمر (العقاد مجددًا) الإسكندرية 2004م.
2. بنية النص، قراءة في ملامح الشعرية المعاصرة.. شعراء الفيوم نموذجًا - المؤتمر السادس عشر لأدباء مصر - الفيوم 2001م.
3. شعرية النص.. قراءة تحليلة (ثلاثة شعراء وثلاثة دواوين) - مؤتمر(الإبداع الأدبي في إقليم غرب الدلتا الثقافي ووسطه.. قضاياه ومطبوعاته) - الإسكندرية 2000م.

### ومن كتبه ودراساته المنشورة
- أصدر سبعة ثلاثين كتابًا ودراسة من أهمها: 
1. عبد العزيز سعود البابطين في قلوب الشعراء .. نصوص شعرية (ثلاثة مجلدات)،ط دار الوفاء لدنيا الطباعة والنشر، الإسكندرية 2015م.
2. المستوفى من شعر أبي تمام حبيب بن أوس الطائي جمع وتحقيق ودراسة ط. مؤسسة جائزة عبد العزيز سعود البابطين للإبداع الشعري، الكويت 2014م (ثمانية أجزاء).
3. شرح كتاب الوحشيات (الحماسة الصغرى لأبي تمام) للأوحد، تحقيق ودراسة ط. مؤسسة جائزة عبد العزيز سعود البابطين للإبداع الشعري، الكويت 2014م (بالاشتراك مع د. محمد غريب).
4. شعر بني سعد بن بكر بن هوازن، جمع وتحقيق ودراسة، ط مركز البابطين لتحقيق المخطوطات الشعرية، الإسكندرية - الكويت 2014م.
5. شعرية الانسجام .. دراسة في وحدة القصيدة في الشعر العربي قبل الإسلام، ط دار الوفاء لدنيا الطباعة والنشر، الإسكندرية 2013م.
6. أسرار العربية.. مدخل لعلم الجمال اللغوي ط دار الوفاء لدنيا الطباعة والنشر بالإسكندرية 2013م.
7. ديوان تأملات مع الحياة.. مختارات نادرة وقصائد لم تنشر لشاعر البراري محمد السيد شحاتة (اختارها وقدم لها وأعدها للنشر)، ط مؤسسة جائزة عبد العزيز سعود البابطين للإبداع الشعري - الكويت 2012م.
8. شعر أحمد بن يوسف الكاتب (جمع وتحقيق) ط مركز البابطين لتحقيق المخطوطات الشعرية؛ الإسكندرية - الكويت 2011م. (بالاشتراك مع د. محمد غريب).
9. الديوان الغربي للشاعر العربي (اختيار وتقديم) ط مؤسسة جائزة عبد العزيز سعود البابطين للإبداع الشعري؛ بالكويت 2011م  (جزءان) (بالاشتراك مع د. إيهاب النجدي).
10. خليل مطران، الوجه الآخر.. الكتابات النقدية، جمع وتحقيق، ط مؤسسة جائزة عبد العزيز سعود البابطين للإبداع الشعري؛ الكويت 2010م.
11. الإجماع النادر.. الشعراء ينشدون في تحية خليل مطران (جمع وتحقيق)، ط مؤسسة جائزة عبد العزيز سعود البابطين للإبداع الشعري، الكويت 2010م.
12. خليل مطران في المصادر العربية والمعربة، ط مؤسسة جائزة عبد العزيز سعود البابطين للإبداع الشعري، الكويت 2010م (بالاشتراك مع د. صباح نوري المرزوك).
13. شعر إبراهيم بن المهدي وأخباره ونثره (جمع وتحقيق ودراسة)، ط مركز البابطين لتحقيق المخطوطات الشعرية الإسكندرية - الكويت 2008م.
14. إبراهيم بن المهدي، الخليفة الشاعر.. قراءة في شعرية الاعتياد - ط 1 - دار الوفاء - الإسكندرية 2007م.
15. المدخل إلى فنون النثر الأدبي الحديث ومهاراته التعبيرية - ط 1 - دار الوفاء - الإسكندرية 2007م.
16. قراءة الوعي الأدبي.. دراسات نقدية في نصوص معاصرة - ط 1 - دار الوفاء - الإسكندرية 2007م. (بالاشتراك مع د. أحمد المصري).
17. أحمد شوقي.. وثائق وصور ط2 مؤسسة جائزة عبد العزيز سعود البابطين للإبداع الشعري 2014م.
18. في شعر صدر الإسلام والعصر الأموي - ط 1 - دار الوفاء - الإسكندرية 2005م.
19. إيقاع الشعر العربي .. تطوره وتجديده (منهج تعليمي مبسط) - ط 2 - دار الوفاء - الإسكندرية 2004م.
20. علم العروض وتطبيقاته (منهج تعليمي مبسط) - ط 3 - دار الوفاء - الإسكندرية 2004م.
21. جماليات النص الشعري في أمالي القالي - ط 1 - دار الوفاء - الإسكندرية 2004م.
22. شعرية التفاوت.. مدخل لقراءة الشعر العباسي - ط 1 - دار الوفاء - الإسكندرية 2002م.
23. البديع في علم البديع.. ليحيى بن معطي (تحقيق ودراسة) - ط4 - مؤسسة جائزة عبد العزيز سعود البابطين للإبداع الشعري، الكويت 2014م.
24. إشكالية الحداثة في نقد القرن الرابع الهجري - ط1 - دار الوفاء - الإسكندرية 2001م.
25. منهج القالي في رواية الشعر العربي وتفسيره - ط 2 - دار الوفاء - الإسكندرية 2001م.
26. البنية الإيقاعية في شعر عبد العزيز سعود البابطين.. دراسة في موسيقى الإطار - ط1 - دار المعرفة الجامعية - الإسكندرية 1998م.

## إنتاجه الشعري
نشر عددًا من نصوصه الشعرية في بعض الدوريات الأدبية المتخصصة، وله ديوان شعر واحد بعنوان  بعنوان (من ترانيم الغياب) - ط1 - دار منار الإسكندرية 1998م.